# Будовиж
Будовиж — деревня в Кулейской волости Печорского района Псковской области.
Расположена в северной части (полу)острова Будовиж на западе Псковского озера. Единственный населённый пункт острова.

## Население
Численность населения деревни (и острова) составляет 62 жителя по состоянию на 2000 год.
| 2001 | 2002 | 2010 |
| ---- | ---- | ---- |
| 62   | ↘47  | ↘32  |

## Топографические карты
- Лист карты O-35-XXII Печоры. Масштаб: 1 : 200 000. Издание 1967 г.
- Карта O-35-080-B Масштаб: в 1 см 500 м. Росгисцентр